# 38e brigade d'infanterie (Empire allemand)
Pour les articles homonymes, voir 38e brigade.
La 38e brigade d'infanterie est une grande unité de l'armée prussienne.

## Histoire
La 38e brigade d'infanterie est créée à Hanovre le 11 octobre 1866 et y reste jusqu'à la fin de la Première Guerre mondiale. Elle fait partie de la 19e division d'infanterie jusqu'au 25 mars 1915, qui est affectée au 10e corps d'armée, également basé à Hanovre. Elle devient alors subordonnée à la 111e division d'infanterie et est renommée en 221e brigade d'infanterie.

### Composition
- 1867

17e régiment d'infanterie, 75e régiment d'infanterie (de), bataillons de la Landwehr de Lunebourg, Stade et Geestemünde
- 1868 à 1869

16e régiment d'infanterie, 57e régiment d'infanterie, 74e régiment de Landwehr, 73e bataillon de réserve de Landwehr
- 1871 à 1889

73e régiment de fusiliers, 74e régiment d'infanterie (de), 74e régiment de Landwehr, 73e bataillon de réserve de Landwehr
- 1889 à 1914

73e régiment de fusiliers, 74e régiment d'infanterie (de)
- Composition de guerre lors de la mobilisation en août 1914

Comme avant
- Composition de guerre le 25 mars 1915

74e régiment d'infanterie (de), 76e régiment d'infanterie, 164e régiment d'infanterie, 3e et 4e escadrons du 22e régiment de dragons, 221e régiment d'artillerie de campagne et 22e compagnie du génie
- Composition de guerre le 1er mai 1918

Comme avant

### Guerre austro-prussienne de 1866
Pendant la guerre austro-prussienne, la brigade combat lors de la bataille de Münchengrätz et de la bataille de Sadowa.

### Guerre franco-prussienne de 1870/1871
Lors de la guerre franco-prussienne, la brigade participe aux batailles de Saint-Privat, de Bellevue, d'Orléans, de Mars-la-Tour et au siège de Metz.

### Première Guerre mondiale
Avec la mobilisation d'août 1914, la brigade doit créer le 38e bataillon de remplacement de brigade et est incorporée à la 19e division d'infanterie déployée exclusivement sur le front occidental. Avec l'affectation à la 111e division d'infanterie fin mars 1915, elle reçoit la désignation de 221e brigade d'infanterie et est déployé exclusivement sur le front occidental.

### Commandants de brigade
| Name                                         | Date                                 |
| -------------------------------------------- | ------------------------------------ |
| 38e brigade d'infanterie                     |                                      |
| Emil von Hacke                               | 30 octobre 1866 au 11 avril 1870     |
| Karl von Diringshofen                        | 12 avril 1870 au 9 décembre 1870     |
| Heinrich von Tresckow (de)                   | 10 décembre 1870 au 10 juin 1872     |
| Wilhelm Treusch von Buttlar-Brandenfels (de) | 11 juin 1872 au 7 novembre 1873      |
| Lothar von Lyncker (de)                      | 8 novembre 1873 au 13 février 1874   |
| Heinrich von Eberhardt                       | 14 février 1874 au 17 mai 1876       |
| Hermann von Langen (de)                      | 18 mai 1876 au 11 mars 1878          |
| Emil von Wienskowski (de)                    | 12 mars 1878 au 10 février 1882      |
| Ludwig Alfons August von Thompson (de)       | 11 février 1882 au 11 janvier 1884   |
| Arthur von Kretschmann (de)                  | 12 janvier 1884 au 2 décembre 1885   |
| Otto Roos                                    | 3 décembre 1885 au 3 décembre 1886   |
| Ernst Maas                                   | 4 décembre 1886 au 12 novembre 1888  |
| Paul von Rheinbaben (de)                     | 13 novembre 1888 au 23 janvier 1891  |
| Heinrich von Tresckow                        | 24 janvier 1891 au 26 janvier 1893   |
| Wilhelm von dem Knesebeck (de)               | 27 janvier 1893 au 12 mai 1895       |
| Wilhelm von Oertzen (de)                     | 13 mai 1895 au 28 novembre 1898      |
| Ludwig Johann August Stieler                 | 29 novembre 1898 au 22. Mai 1900     |
| Max von Pawlowski (de)                       | 22 septembre 1900 au 17 juin 1903    |
| Hermann Spiegel von und zu Peckelsheim (de)  | 18 juin 1903 au 13 avril 1907        |
| Karl-Ludwig von Oertzen (de)                 | 14 avril 1907 au 2 mai 1910          |
| Otto von Lauenstein                          | 3 mai 1910 au 26 janvier 1911        |
| Karl von Willisen                            | 27 janvier 1911 au 21 avril 1914     |
| Ernst von Oven                               | 22 avril 1914 au 1 août 1914         |
| Friedrich von Oertzen                        | 2 août 1914 au 25 novembre 1914      |
| Arthur von Lüttwitz                          | 26 novembre 1914 au 25 mars 1915     |
| 221e brigade d'infanterie                    |                                      |
| Arthur von Lüttwitz                          | 25 mars 1915 au 6 juillet 1915       |
| Karl von Kraewel (de)                        | 7 juillet 1915 à la fin de la guerre |